# Kilvington (Nottinghamshire)
 (janvier 2024).
Pour les articles homonymes, voir Kilvington.
Kilvington est un village du Nottinghamshire, en Angleterre.